# Boraqchin Khatun
Boraqchin Khatun, född okänt år, död 1257, var en mongolisk furstinna; gift med Batu khan och Gyllene hordens regent under Ulaghchi khans omyndighet 1257.